# قيادة الحرب البحرية
قيادة الحرب البحرية أو مكتب الحرب البحرية Seekriegsleitung أو SKL (قيادة الحرب البحرية) قسمًا من موظفي القيادة العليا في البحرية الإمبراطورية الألمانية وكريغسمارينه في ألمانيا خلال الحربين العالميتين.

## الحرب العالمية الأولى
تم إنشائها في 27 أغسطس 1918، بمبادرة من الأدميرال راينهارد شير، الذي أصبح أول قائد لها، وفي الوقت ذاته أصبح رئيس هيئة اركان البحرية الامبراطورية. قام بتخطيط وتنفيذ القتال البحري وتوجيه توزيع القوات البحرية. حتى هذه النقطة، تم ذلك من قبل العديد من الموظفين والقادة الميدانيين؛ وشمل القيادة العليا للجيش تحت قيادة الجنرال إريك لودندورف، الذي أدت قراراته إلى حرب الغواصات غير المقيدة ودخول الولايات المتحدة إلى الحرب. عندما انتهت الحرب تم دمج مكتب الحرب البحرية في الأميرالية.

## الحرب العالمية الثانية
تم إعادة تأسيس مكتب الحرب البحرية في عام 1937 وأرتبطت أرتباطا وثيقا مع القيادة البحرية العليا، كما كان القائد الأعلى هو قائد مكتب الحرب البحرية مع قائد إدارة القيادة البحرية ( Marinekommandoamt) كرئيس أركان. على الرغم من أن صلاحيات مكتب الحرب البحرية كانت في البداية مساوية لدورها في الحرب العالمية الأولى، إلا أنها ضاقت عندما انفصلت إدارة القيادة البحرية عنها. اقتصر الأمر على المناطق البحرية باستثناء المناطق الداخلية، حيث لم تكن أوامر المجموعة البحرية تمتلك التوجيه التشغيلي. أستقلت حرب الغواصات وكانت تحت قيادة الغواصات ( Befehlshaber der U-Boote ) التابعة مباشرة للقائد الأعلى. في عام 1944، تم تكليف مكتب الحرب البحرية بقيادة وحدات الأسطول التي تعمل في النقل والحصار والطرادات المساعدة وشحن المؤن.

## قيادة مكتب الحرب البحرية
قيادة مكتب الحرب البحرية
| No. |                | القائد                                                           | Took office          | Left office          | Time in office    |
| --- | -------------- | ---------------------------------------------------------------- | -------------------- | -------------------- | ----------------- |
| 1   | راينهارد شير   | الأدميرال راينهارد شير (1863–1928)                               | 28 أغسطس 1918        | 14 نوفمبر 1918       | 78 أيام           |
| 2   | إريش رايدر     | الأدميرال الأعلى إريش رايدر (1876–1960) (as Commander-in-Chief)  | 1 يونيو 1935         | 30 كانون الثاني 1943 | 7 سنوات و243 أيام |
| 3   | كارل دونيتز    | الأدميرال الأعلى كارل دونيتز (1891–1980) (as Commander-in-Chief) | 30 كانون الثاني 1943 | 1 مايو 1944          | 1 سنة و92 أيام    |
| 4   | Wilhelm Meisel | الأدميرال Wilhelm Meisel (1891–1974)                             | 1 مايو 1944          | 22 مايو 1945         | 1 سنة و21 أيام    |